# Tubuline

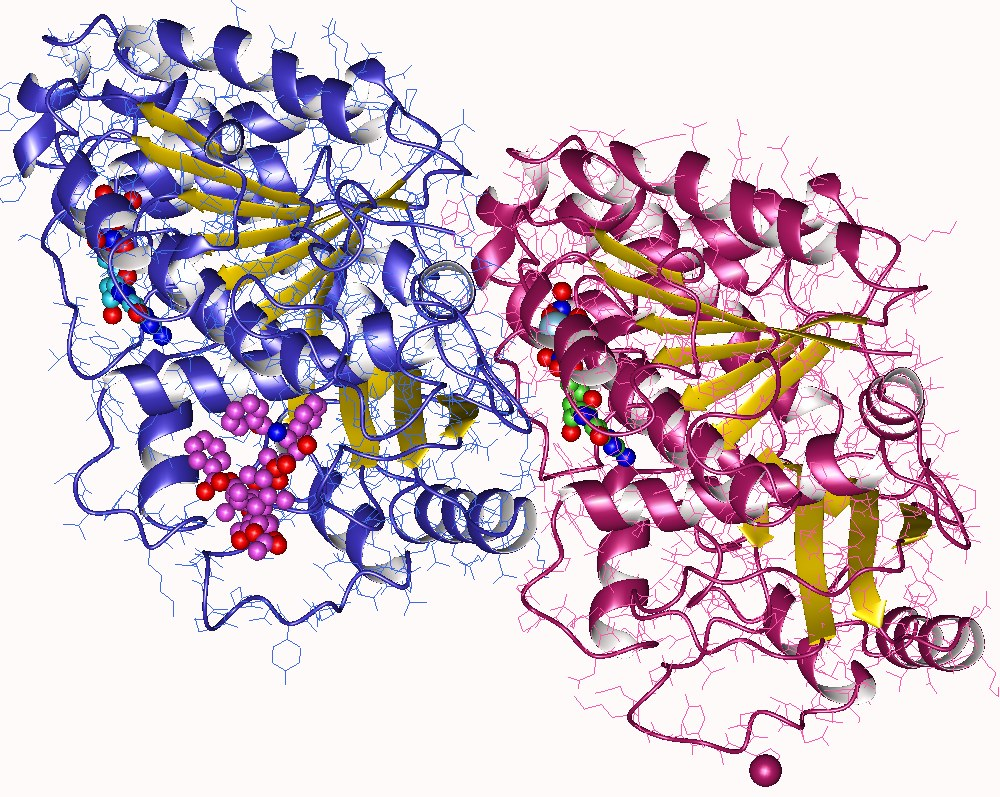
Tubuline AB heterodimeer, Bos taurus.

Tubuline is een eiwit, dat in de cellen van eukaryoten voorkomt. De moleculaire massa is ongeveer 50 KDa.
Er worden de volgende typen onderscheiden:
- alfa-tubuline
- bèta-tubuline
- gamma-tubuline
- delta-tubuline
- epsilon-tubuline
- zèta-tubuline
- èta-tubuline

## Werking
Over de werking van delta-, epsilon-, zèta- en èta-tubuline is tot op heden praktisch niets bekend. Dit in tegenstelling tot die van alfa-, bèta-, en gamma-tubuline. 
Alfa- en bèta-tubulinemoleculen vormen de bouwstenen van de microtubuli. Microtubuli zijn dunne buisvormige structuren, die een onderdeel zijn van het cytoskelet. Deze bouwstenen bevatten een gebonden GTP-molecuul. Onder speciale omstandigheden hechten de afzonderlijke tubulinemoleculen zich aan het eind van de microtubuli, waardoor deze langer worden (polymerisatie). Als ze vastzitten wordt direct daarna GTP tot GDP gehydroliseerd, waardoor er aan het groei-eind een GTP-kap ontstaat. Het omgekeerde proces depolymerisatie vindt aan het andere eind van de microtubuli plaats, waardoor deze daar krimpen.
Beide processen (poly- en depolymerisatie) vinden in de cel tegelijkertijd plaats.
Gamma-tubuline daarentegen is geen bouwsteen van de microtubuli. Het is veel meer bij de kieming van nieuwe microtubuli aan het centrosoom betrokken. Gamma-tubuline moleculen vormen daarbij een groot ringvormig eiwitcomplex. Dit 'gamma-tubuline-ring-complex' (gammaTuRC) zorgt voor de polymerisatie van alfa- en bèta-tubuline, die de microtubuli vormen. 

## Medicinaal
Tubulines zijn doelwitten van medicijnen tegen kanker, zoals paclitaxel (taxol) of vinca-alkaloïden (onder meer vinblastine, vincristine en vinflunine).
Ook colchicine bindt zich aan tubuline en voorkomt de microtubulusvorming, waardoor chromosoomverdubbeling optreedt. 